# Sa'a (Camerún)
Sa'a es una comuna camerunesa perteneciente al departamento de Lekié de la región del Centro.
En 2005 tiene 53 219 habitantes, de los que 9895 viven en la capital comunal homónima. La mayoría de la población pertenece a las etnias eton y manguissa.
Se ubica unos 50 km al norte de la capital nacional Yaundé. Su territorio está delimitado al norte por el río Sanaga.

## Localidades
Comprende la ciudad de Sa'a y las siguientes localidades:
| - Abel - Ebang - Ebang-Minala - Ebogo - Edzen - Ekalan Minkoul - Ekekom - Ekoum-Douma - Ekoum-Ondom - Elang - Elessogue - Elig Zogo - Essolmeyong - Koe - Kokoe - Lebamzip - Lekoubek - Manelong | - Mbama - Mban - Mbassila - Mbazoa - Mbilmana - Mekimebodo - Melik - Mendouga-Mokala - Mengama - Mengon - Messam - Momo - Ndong Elang - Ndovolo - Nkol Angoung - Nkol Awono - Nkol Ayos - Nkol Bibak | - Nkol Bogo - Nkol Djama - Nkol Ebassimbi - Nkol Eboma - Nkol Ekono - Nkol Essono - Nkol Kaï - Nkol Mefon - Nkol Meki - Nkol Mekok - Nkol Meyos - Nkol Mgbana - Nkol Mvak - Nkol Ngok - Nkol Ntsa - Nkol Nzomo - Nkol Ofoumbi - Nkol Ondogo - Nkol Onguene | - Nkol Zoa - Nkol-Ebae - Nkolang - Nkolevodo - Nkolmebanga - Nkolmekok - Nkolmesseng - Nkolndzomo - Nkolo - Nkolve - Nkolzomo - Nlong-Onambelé - Nlongzok - Nsan Mendouga - Ntobo - Ntsa Ekang - Ondondo - Polo - Womkoa |